# Isabelle, duchesse du diable
Pour plus de détails, voir Fiche technique et Distribution.
Isabelle, duchesse du diable (Isabella duchessa dei diavoli) est un film de cape et d'épée italien réalisé par Bruno Corbucci et sorti en 1969.
Le film est une adaptation d'Isabella, un fumetti créé par Giorgio Cavedon et Renzo Barbieri,, elle-même inspirée de la série Angélique, marquise des anges. Isabella est connue pour être la première bande dessinée ouvertement érotique en Italie.

## Synopsis
Dans les années 1610 en France. Eric von Nutter, un baron alsacien cupide, mène une attaque surprise contre le duc de Frissac à Château Salins et assassine toute la maisonnée. Seule Isabelle de Frissac, la fille du duc, parvient à en réchapper grâce à Mélicour, le chef d'une troupe de gitans qui se surnomme Les Diables. Mélicour prend Isabelle sous son aile et cette dernière grandit au sein de la troupe et devient une jeune et jolie adolescente. Elle croise la route du marquis François de Bassompierre et elle en profite pour faire valoir ses droits au titre d'héritière de la famille de Frissac mais Von Nutter règne désormais sur le domaine de Château Salins. Isabelle est alors dépêchée chez un jeune vicomte, Gilbert de Villancourt, qui est chargé de la garder jusqu'à sa majorité. Alors que la France traverse une période d'instabilité politique, Isabelle met tout en œuvre pour récupérer son titre et son château.

## Fiche technique
Sauf indication contraire, les informations mentionnées dans cette section peuvent être confirmées par la base de données cinématographiques IMDb,  présente dans la section « Liens externes ».
- Titre français : Isabelle, duchesse du diable ou Isabella, duchesse du diable et de l'amour[3]
- Titre original italien : Isabella duchessa dei diavoli[4]
- Titre allemand : Isabella - Mit blanker Brust und spitzem Degen ou Die Rache der Musketiere[5]
- Réalisation : Bruno Corbucci
- Scénario : Elisabeth Forster, Mario Amendola d'après Isabella de Giorgio Cavedon et Renzo Barbieri (it)
- Photographie : Fausto Zuccoli
- Montage : Luciano Anconetani
- Musique : Sante Maria Romitelli (it)
- Décors : Cesare Monello
- Costumes : Sigrid Wohlens
- Maquillage : Piero Mecacci
- Production : Cesare Canevari, Arrigo Colombo, Italo Martinenghi, Rob Houwer
- Société de production : Cinesecolo (Milan), Internazionale nembo distribuzione importazione esportazione film (I.N.D.I.E.F.) (Rome), Houwer-Film- und Fernsehproduktion (Munich)
- Pays de production :  Italie -  Allemagne de l'Ouest
- Langues originales : italien
- Format : Couleur par Eastmancolor - 1,66:1 - Son mono - 35 mm
- Genre : Film de cape et d'épée érotique
- Durée : 85 minutes (1 h 25)
- Dates de sortie: 
  - Italie : 30 août 1969
  - Allemagne de l'Ouest : 15 mai 1970
  - France : 9 juin 1971[3]

## Distribution
- Brigitte Skay : Isabelle de Frissac
- Mimmo Palmara : Baron Eric Von Nutter
- Fred Williams : Gilbert De Villancourt
- Tino Scotti : Melicour
- Elina De Witt : Nadia
- Salvatore Borgese : Diego
- Mario Novelli : Mayer
- Renato Baldini : Gunther
- Thomas Astan : Kurt Von Nutter
- Hansi Linder : Margherita
- Loris Gizzi : François de Bassompierre
- Giacomo Furia : Rudolph
- Furio Meniconi : Hans
- Giorgio Gargiullo : Boudoir
- Lucia Modugno : Fabienne Kruger
- Gioia Desideri : Susanna
- Enzo Andronico : Un sicaire
- Alberto Sorrentino : Un gitan
- Gianni Pulone : Le garçon d'écurie
- Mario De Vico :
- Enzo Filippi :
- Aldo Ralli :
- Luca Sportelli :
- Piera Viotti :